# 탈명금: 사라진 천만 달러의 행방
《탈명금: 사라진 천만 달러의 행방》(중국어: 奪命金)은 2011년에 개봉한 홍콩의 영화이다.

## 캐스팅
주연
- 노혜광
- 유청운 - 삼각표 역
- 임현제 - 장정방 역
- 데니즈 호 - 테레사 챈 역

조연
- 차완완 - 재키 역
- 황일화 - 화폭삼 역
- 시우파이 청 - 배산화 역
- 자샤오천 - 하소저 역
- 호행아 - 코니 역
- 오지웅
- 황지현